# Zebrascia plurimaculata
Zebrascia plurimaculata är en kräftdjursart som beskrevs av Helmut Schmalfuss och Franco Ferrara 1978. Zebrascia plurimaculata ingår i släktet Zebrascia och familjen Philosciidae. Inga underarter finns listade i Catalogue of Life.